# 低輻射玻璃
低輻射玻璃（Low-E glass）是一種表面具有一層極細薄的氧化金屬鍍膜的透明玻璃，這種膜層具有極低的表面輻射率，容許波長380nm至780nm的可見光波通過，但對波長780~3000nm以及3000nm以上的紅外線熱輻射的反射率相當高，因此有方向性的阻擋住熱的穿透，在寒帶地區可以隔熱保溫，在熱帶或亞熱帶地區可以減少室外陽光所傳遞的熱，以減輕空調負荷。